# Gustavo Aprile
Gustavo Javier Aprile Retta, meglio noto come Gustavo Aprile (Montevideo, 10 marzo 1988), è un calciatore uruguaiano, centrocampista svincolato.